# Udías
Udías è un comune spagnolo di 853 abitanti situato nella comunità autonoma della Cantabria, comarca della Costa Occidental.
Si trova al centro delle Asturias de Santillana in un territorio caratterizzato da piccole colline che s'innalzano dai 200 ai 300 metri s.l.m. È formato dai nove nuclei abitati: Canales, Cobijon, La Mayuela, El Llano, Pumalverde, Rodezas, Toporias, Valoria e La Virgen. Il capoluogo è Pumalverde che conta 110 abitanti, è a 181 metri s.l.m. e dista 50 km da Santander, capitale della Cantabria.
Nei primi decenni del XX secolo il comune ebbe un incremento della popolazione passando dai 903 abitanti del 1900 ai 1575 del 1930 cui seguì però un periodo di diminuzione del numero degli abitanti che nel 1991 fu di sole 843 unità continuando a diminuire fino a 831 segnato nel 2001. L'età media della popolazione è di 41 anni, indice di una prevalenza degli adulti sui giovani. Dalla suddivisione della popolazione attiva a seconda del settore di attività risulta che il 9,3% è addetto all'agricoltura erbacea. allo sfruttamento forestale dei boschi e all'allevamento del bestiame soprattutto bovino nei numerosi pascoli presenti nel territorio. Il 45,2% è addetto all'industria e all'edilizia nei vicini distretti industriali di Cabezón de la Sal e del Saja-Besaya e il 45,5% nei servizi beneficiando della vicinanza ai centri turistici di Comillas e San Vicente de la Barquera.

## Storia
In epoca romana passava per il territorio dell'attuale comune una strada secondaria che si staccava dalla grande e importante strada fra la Meseta castigliana e la Costa cantabrica. Questa strada secondaria, che terminava a Comillas, si suppone servisse per il trasporto del minerale di piombo estratto dalle miniere che i Romani avevano a Reisenada in territorio dell'attuale comune di Comillas e in San Bartolomé di Udias per l'esportazione via mare.
Nel 943 in epoca di potere ecclesiastico è documentata la donazione di alcuni territori dell'attuale comune di Udias al Monastero di Santa Juliana di Santillana del Mar. Col passare del tempo al potere abbaziale si sostituì quello laico del re e delle famiglie dei signori e queste terre furono integrate nella Merindad Mayor de castilla, istituzione utilizzata dalla famiglia dei de la Vega nel XIV secolo per estendere il proprio potere a tutta la Cantabria che portò al controllo delle Asturias de Santillana e delle merindades di Campoo de Suso, Liebana e Perria. Anche Udias subì questa stessa sorte e col testamento di Garcilaso I de la Vega datato 1338 se ne stabilì il passaggio a Garcilaso II.
Successivamente i diritti e le proprietà furono di Leonor de la Vega e, alla morte di questa. nel 1432 del figlio Iñigo Lopez de Mendoza, che nel 1445 il re di Castiglia Giovanni II nominò marchese di Santillana. In quell'epoca le varie comunità erano di realengo, cioè dipendenti direttamente dal re e si amministravano eleggendo due regidores, due jueces jurados (giudici giurati) e un procuratore unico. Gli elettori erano i rappresentanti dei diversi rioni o nuclei abitati, tutti di famiglie nobili. I Mendoza non tollerarono questo sistema istituendo un regime assolutista ed assumendo tutti i poteri anche quelli propri della Corona. Le comunità della valle si rivolsero allora al re ma non ottennero risposta alle loro richieste di ritorno al regime precedente, non rimase quindi altro che rivolgersi al Tribunale di Valladolid per il riconoscimento dei loro antichi diritti.
Nel 1495 si svolse così il processo chiamato Pleito Viejo che diede ragione ai ricorrenti. Su questo esempio anche le altre Valli intentarono causa nel 1544 e si iniziò il cosiddetto Pleito de los Valles che giunse a termine nel 1551 con la vittoria delle Valli. I Mendoza, che già erano riusciti a far durare il più a lungo possibile il processo, presentarono ricorso impedendone l'esecuzione finché solo nel 1581 la Real Chancilleria de Valladolid emise la sentenza esecutiva definitiva che ridiede alle Valli il diritto di nominare i propri amministratori.
Nel 1830 le diverse località passarono a far parte della provincia de las nueve Villas de la Costa dela mar y Trasmiera che fu poi la provincia de Cantabria istituita da Carlo III. Durante il "Triennio liberale" del 1820-23 si formarono diversi comuni costituzionali fra cui Udias integrato nel partido judicial (distretto giudiziario) di Comillas. Nel 1835 Udías fu aggregata a Ruiloba, ma nel 1880 fu comune indipendente nel partito judicial di San Vicente de Barquera. com'è tuttora.

## Monumenti e luoghi d'interesse
Del patrimonio archeologico di Udías si distinguono la Mina romana, resti un'antica miniera romana nella località di San Bartolomé, la Necropoli altomedievale presso un eremitaggio romanico di Hayueda, l'Horno alfarero, forno per stoviglie in funzione a La Virgen dal 1479 al 1744. Del grande patrimonio religioso si distinguono le chiese di San Bartolomé a Covijon del XVIII secolo e dello stesso periodo San Nicolas a La Hayuela, San Miguel a El Llano e San Pedro a Toporiaz, inoltre la Parroquial di Pumalverde del XV secolo e il Santuario de la Virgen de la Caridad del 1736 a La Virgen. Del patrimonio architettonico civile e industriale sono da citare i resti delle antiche miniere che funzionarono dalla metà del XIX secolo agli inizi del XX, di cui sono interessanti le torri aeree di trasporto del materiale e le case in pietra a due piani con un grande balcone racchiuso entro due muri controvento tipiche delle Asturias de Santillana addossate in linea lungo le strade.

## Feste
San Pantaleon il 27 luglio in Valoria, San Esteban in Pumalverde il 3 agosto, San Roque il 16 agosto in Yoporiaz, San Bartolomé il 24 agosto in Cobijon, N.tra Se.ra de la Caridad in La Virgen il giorno 8 settembre, San Miguel il 29 settembre in El Llano. Tutte queste feste secondo la tradizione spagnola sono di carattere sacro e profano facendo seguire ai riti religiosi gare sportive, musica, danze, manifestazioni folcloristiche. Il Carnevale viene festeggiato con una sfilata di carri.